# Kecamatan Kroya (distrikt i Indonesien, Jawa Barat)
Kecamatan Kroya är ett distrikt i Indonesien.   Det ligger i provinsen Jawa Barat, i den västra delen av landet, 140 km öster om huvudstaden Jakarta.